# Юркевич Памфіл Данилович
Памфі́л Дани́лович Юрке́вич (16 (28) лютого 1826, Ліпляве — 4 (16) жовтня 1874) — український філософ і педагог родом із с. Ліпляве, син православного священника.

## Біографічні відомості
Богословську освіту здобув у Полтавській духовній семінарії, яку завершив 1847 року.
З 1851 року викладав філософію (з 1861 — професор) у Київській духовній академії, з 1857 року — також німецьку мову.
1854—1856 роки — асистент інспектора академії.
Рішенням міністерства освіти 1861 року його призначено професором Московського університету на кафедрі філософії. Серед його студентів були майбутній російський філософ В. Соловйов, який високо цінив виклади й творчість свого учителя, а також історик В. Ключевський.
Окрім праці в університеті, Юркевич викладав педагогіку в учительській семінарії, а також виступав з публічними лекціями на філософські теми.
Юркевич був представником «ідеал-реалізму», у теорії пізнання підкреслював значення емоційних елементів. Полеміка Юркевича проти матеріалізму та позитивізму призвела в часи панування цих течій в російському суспільстві до нападів на нього з боку «прогресивної» журналістики, особливо М. Чернишевського, що довело до його бойкоту.

## Київський період діяльності
Київський період у діяльності Юркевич був найбільш продуктивним. Тут він написав більшість своїх філософських праць.
Серед них:
- «Идея» (Журн. Мин-ва Нар. Просвещения, 1859),
- «Сердце и его значение в духовной жизни человека по учению слова Божия» (ТКДА, 1860),
- «Материализм и задачи философии» (ЖМНП, 1860),
- «Из науки о человеческом духе» (ТКДА, 1860),
- "По поводу статей богословского содержания, помещенных в «Философском Лексиконе» (ТКДА, 1861),
- «Мир с ближними, как условие христианского общежития» (ТКДА, 1861),
- «Доказательства бытия Божия» (ТКДА, 1861),
- «Язык физиологов и психологов» (Русский Вестник, 1862),
- «Разум по учению Платона и опыт по изучению Канта» (Московския Университетския Известия, 1865–66),
- «Игра подспудных сил» (Русский Вестник, 1870).

У царині педагогіки Юркевич написав:
- «Чтения о воспитании» (1865),
- «Курс общей педагогики» (1869).

Лишилася в рукописі «Метафизика», доля якої невідома.
Курс лекцій:
- «Історія філософії права» (1868),
- «Історія філософії права» (1873),
- «Філософія права» (1872).

«Філософський щоденник» (1858—1860)
Філософію Юркевич визначають конкретним ідеалізмом, або «філософією серця». Він розвиває вчення про людину як вільну, індивідуальну, конкретну й відповідальну істоту. Людина є центр, темою його філософії, а серце в його вченні — хранитель і двигун фізичних сил людини, центр її душевного і духовного життя, багатогранних почувань, зворушень, пристрастей, центр її морального життя.
Радянські дослідники поборювали філософію Юркевича як «релігійне, об'єктивно-ідеалістичне вчення про світ як продукт діяльності бога, духа». Натомість високо цінили творчість Юркевича В. Соловйов, Г. Шпет, Д. Чижевський, В. Рудко, підкреслюючи його зв'язок з українською філософською традицією (Г. Сковорода, М. Гоголь) та об'єктивну цінність і модерний характер його думок.

## Погляди на право
Проблеми права і держави П. Юркевич розглядав у руслі філософсько-морального сприйняття світу.
Памфіл Юркевич віддавав перевагу природно-правовій, і на її основі розвивав власну концепцію розуміння права, роблячи акцент на зв'язку права з життям. Для нього було характерне дуалістичне сприйняття права, яке будується на визнанні існування природного права як вищого морального закону, що стоїть над позитивним правом.
Природне право має фундаментальне значення та належить усім людям, незалежно від державної території і соціального статусу. Позитивне ж право оголошується приналежним конкретній державі.
Природне право є виразом того, що лежить у людській природі і його втілення повинно реалізовуватись у позитивному праві. П. Юркевич не підтримує розуміння сутності права з точки зору позитивізму. Адже таке право характеризується емпіричним, раціональним началом, витісняючи духовне, природне, або надаючи йому значення другорядності.
Позитивістська концепція розуміє право як сукупність норм та інститутів, створених державою, при цьому не враховуючи образ права як божественного творіння й уособлення справедливості. На його думку цей підхід не в змозі виявити справжню сутність права.
Учених-позитивістів цікавить лише те, що було і є; вони не ставлять питання, що і яким чином повинно бути. Їхнє пізнання емпіричне, в якому закон належить до об'єктів, які досліджуються. Тобто право являє собою цю об'єктивну реальність.
Він обґрунтовує перевагу концепцій природного права, які включають у зміст права моральні аспекти й орієнтуються на цінності свободи та гідного життя.
Памфіл Юркевич пропонує розглядати природне право як:
- сукупність норм життя, встановлених об'єктивною природою;
- сукупність наявних у природному розумі норм, які повинні становити основу права;
- явище універсальне, незмінне й завжди справедливе для всіх.

Філософ стверджує, що право не слід ізольовувати від політики. Будь-яке «живе право»(тобто чинне) — політичне, і має політичну сутність. Проте він ніколи не визнавав примат політики над правом, як це властиво юридичному позитивізму.
Це дає підстави вважати П. Юркевича не суб'єктивним ідеалістом, а вченим з об'єктивним мисленням, який орієнтується деякою мірою на соціальну реальність.
Згідно з думками П. Юркевича, позитивне право постійно розвивається: «…ми не знаємо навіть яким воно було у прадавніх і яким воно буде у майбутніх народів. А не знаючи цього, ми не можемо з'ясувати індуктивно, що в цьому праві є необхідним і універсальним»
Український філософ наводить правильну думку про те, що позитивне право (державне) не може бути однаковим як у часі, так і в просторі. Він вбачає в праві, сприймаючи його з точки зору моральності, необхідний регулятор, покликаний підтримувати встановлений порядок у різних суспільних відносинах, виконувати функцію їхньої стабілізації.

## Погляди на державу
Аналіз проблеми держави Памфіл Юркевич починає з твердження, що держава є головним соціальним інститутом, який володіє авторитетом, владою, і від правильності її організації залежать всі наші блага і досягнення.
Він підкреслює, що цей інститут суспільства є універсальним, з яким не можуть конкурувати інші елементи політичної системи суспільства: «Держава як формальний інститут в змозі прийняти до себе і віруючого, і атеїста, дати місце і бідним, і багатим, не гублячи при цьому свого універсального значення»
Держава призвана вносити «гармонію», згоду в взаємовідносини всіх соціальних груп і суб'єктів: «Держава існує як орган, який вносить гармонію в безкінечно різноманітні приватні інтереси. Для того, щоб держава виконала цю функцію, вона повинна піднятися над окремими приватними інтересами, бути неупередженим глядачем, який з'ясовував би її норми, регулював ці інтереси та попереджував виникненню протиріч». Тому вчені розглядають державу як обличчя, відсторонене від приватних інтересів.
Серед поглядів Юркевича важливе місце слід віднести положенню про межі втручання держави в приватне життя людини. На його думку, держава не повинна втручатися в коло особистого життя, суспільних відносин, які стосуються моральності. Він стверджує, що людина здатна морально самовдосконалюватися, лише знаходячись в значній мірі вільною від державного тиску.
Держава повинна слугувати інститутом соціального компромісу в суспільстві, за допомогою юридичних норм вирішувати приватні протиріччя, які в ній існують, культивувати мораль.
Звертаючись до проблеми виникнення держави, Памфіл Юркевич пише: «…справжня держава виникає з необхідності охорони іншого, щоб він в свою чергу не терпів від неправди».
При цьому він вірно підмітив, що кожна держава має «свій шлях», конкретно-історичну особливість виникнення. Різноманіття держав в світі є результат здійснення єдиної цілі (організації спільного життя) різними шляхами.
Основними концептуальними положеннями про державу П. Юркевича можна вважати такі:
- у державі діють принципи моралі, які підтримуються думками суспільства і збігаються з суспільною мораллю;
- державою повинні управляти духовні та високоморальні люди;
- моральні принципи — джерела сили держави, якщо вони життєві, тобто засновані на традиціях предків і відповідають законам природи.

У практичному розумінні сутність держави полягає в тому, щоб підкорити насильство праву, а свавілля — законності.

## Твори
Видання в СРСР:
- Юркевич П. Д. Философские произведения /П. Д. Юркевич; вступ. ст. А. И. Абрамова. — М.: Правда, 1990. — 670 с.

Твори Юркевич, перевидані на еміграції:
- «Твори», ред. С. Ярмусь. Вінніпеґ 1979;
- «Вибрані твори. Ідея — Серце — Розум і досвід». Переклад з рос. С. Ярмуся. Вінніпеґ 1984.

Твори видані в Україні, після 1991 року:
- Юркевич П. Д. Вибране / П. Д. Юркевич; передм. А. Г. Тихолаза. — К.: Абрис, 1993. — 416 с.;

- Памфіл Юркевич «Історія філософії; Філософія права; Філософський щоденник» — К.:Ред.журн. «Український світ», 1999. − 756 с. ISBN 966-7586-00-6
- Юркевич П. Історія філософії права; філософія права; філософський щоденник / П. Юркевич. — Вид. 2-ге. — К.: Укр. світ, 2000. — 756 с.
- Юркевич П. Серце і його значення в духовному житті людини за вченням слова Божого / П. Юркевич // Хроніка. — 2000. — 2000. — № 39 — 40. — С. 563—586.

## Вшанування пам'яті
- У місті Каневі на честь Памфіла Юркевича названо вулицю[7].
- Вулиця Юркевича в Дніпрі (до 2015 року — вулиця Новофрунзенська)
- В Черкасах існує провулок Памфіла Юркевича[8].